# Восточноукраинский лингвистический сборник
«Восточноукраинский лингвистический сборник имени Е. С. Отина» (ВУЛС) — украинское научное продолжающееся издание филологической направленности, выходящее почти ежегодно (за исключением нескольких лет) в Донецке. Представляет собой сборник научных трудов, освещающих вопросы ономастики. Основан в 1994 году Донецким национальным университетом. В настоящее время редакция находится в Донецком национальном медицинском университете им. М. Горького (Лаборатория прикладного языкознания и медицинской лексикографии).
Входит в перечень рецензируемых научных изданий ВАК Украины.

## Редакционная коллегия
- Главный редактор: с 1994 по 2015: Евгений Степанович Отин (1932—2015), доктор филологических наук, с 2015: Валерий Михайлович Калинкин, доктор филологических наук
- Ответственный секретарь: Клавдия Васильевна Першина, кандидат филологических наук
- Технический редактор: Алина Анатольевна Шульдишова

## Список выпусков
Донецкий государственный университет
- Восточноукраинский лингвистический сборник. Вып. 1 / Отв. ред. Е. С. Отин. — Донецк, 1994. — 118 с.
- Восточноукраинский лингвистический сборник. Вып. 2 / Отв. ред. Е. С. Отин. — Донецк, 1996. — 192 с.
- Восточноукраинский лингвистический сборник. Вып. 3 / Отв. ред. Е. С. Отин. — Донецк, 1997. — 122 с.
- Восточноукраинский лингвистический сборник. Вып. 4 / Отв. ред. Е. С. Отин. — Донецк, 1998. — 220 с.
- Восточноукраинский лингвистический сборник. Вып. 5 / Отв. ред. Е. С. Отин. — Донецк, 1999. — 317 с. — ISBN 966-7277-26-6.
- Восточноукраинский лингвистический сборник. Вып. 6 / Отв. ред. Е. С. Отин. — Донецк, 2000. — 315 с.

Донецкий национальный университет
- Восточноукраинский лингвистический сборник. Вып. 7 / Отв. ред. Е. С. Отин. — Донецк, 2001. — ISBN 966-639-037-X.
- Восточноукраинский лингвистический сборник. Вып. 8 / Отв. ред. Е. С. Отин. — Донецк, 2002.
- Восточноукраинский лингвистический сборник. Вып. 9 / Отв. ред. Е. С. Отин. — Донецк, 2004. — 543, [3] с. — ISBN 966-639-087-6.
- Восточноукраинский лингвистический сборник. Вып. 10 / Отв. ред. Е. С. Отин. — Донецк, 2006. — 512 с. — ISBN 966-374-129-5.
- Восточноукраинский лингвистический сборник. Вып. 11 / Отв. ред. Е. С. Отин. — Донецк, 2007. — 227 с.
- Восточноукраинский лингвистический сборник. Вып. 12 / Отв. ред. Е. С. Отин. — Донецк, 2008. — 183 с.
- Восточноукраинский лингвистический сборник. Вып. 13 / Отв. ред. Е. С. Отин. — Донецк, 2009. — 336 с.
- Восточноукраинский лингвистический сборник. Вып. 14 / Отв. ред. Е. С. Отин. — Донецк, 2012. — 244 с. — ISBN 978-966-489-214-5.
- Восточноукраинский лингвистический сборник. Вып. 15 / Отв. ред. Е. С. Отин. — Донецк, 2014. — 360 с. — ISBN 978-966-489-214-5.

Восточноукраинский лингвистический сборник имени Е. С. Отина
- Восточноукраинский лингвистический сборник имени Е. С. Отина. Вып. 1 (16). — Донецк, 2018. — 414 с. — ISSN 25181130 (Online), ISSN 20771932 (Print)
- Восточноукраинский лингвистический сборник имени Е. С. Отина. Вып. 2 (17) / Редколл.: В. М. Калинкин (отв. ред.) и др. — Донецк, 2019. — 321 с. — ISSN 25181130 (Online), ISSN 20771932 (Print)
- Восточноукраинский лингвистический сборник имени Е. С. Отина. Вып. 3 (18) / Редколл.: В. М. Калинкин (отв. ред.) и др. — Горловка, 2022. — 300 с. — ISSN 25181130 (Online), ISSN 20771932 (Print)